# Réseau de bibliothèques Keski
Le réseau de bibliothèques Keski (finnois : Keski-kirjastot) est un groupement de bibliothèques municipales de la région de la Finlande centrale et de Kuhmoinen en Finlande.

## Présentation
Le groupement comprend les municipalités de la province de Finlande centrale et la municipalité de Kuhmoinen de la région de Pirkanmaa,,.
Les bibliothèques ont une carte de bibliothèque commune, qui peut être utilisée pour emprunter et réserver des ouvrages auprès de toutes les bibliothèques du réseau.
Au total, plus de deux millions de volumes peuvent être empruntés.
| Municipalités du réseau Keski |
| [[Fichier:Central Finland Region.svg\|350px\|{{#if:Carte de Finlande centrale et ses municipalités\|Carte de Finlande centrale et ses municipalités\|Réseau de bibliothèques Keski est dans la page Finlande centrale.]]Jyväskylä Jämsä Äänekoski Laukaa Keuruu Saarijärvi Muurame Viitasaari Hankasalmi Joutsa Karstula Pihtipudas Petäjävesi Uurainen Konne- vesi Toivakka Kuhmoinen Multia Kinnula Kannonkoski Kyyjärvi Kivijärvi Luhanka Päijänne Keitele Savonie du Nord Savonie du Sud Päijät- Häme Pirkan- maa Ostrobotnie du Sud Ostrobotnie- centrale Ostrobotnie du Nord Centres > 100 000 h. 10 000–30 000 h. 3 000–10 000 h. < 3 000 h. Kuhmoinen Carte des municipalités de Finlande centrale et de Kuhmoinen. |

## Bibliothèques du réseau Keski
En mai 2021, le réseau de bibliothèques Keski comptait 59 bibliothèques fixes ou mobiles,:

| Nom                                       | Municipalité | Adresse                                                      | Coordonnées                  | Image | Réf.   |
| ----------------------------------------- | ------------ | ------------------------------------------------------------ | ---------------------------- | ----- | ------ |
| Bibliothèque de la gare d'Hankasalmi (fi) | Hankasalmi   | Aseman koulu, Kuuhankavedentie 39 E, 41500 Hankasalmi        | 62° 18′ 14″ N, 26° 29′ 07″ E |       | ,      |
| Bibliothèque d'Hankasalmi (fi)            | Hankasalmi   | Rantakalliontie 3, 41520 Hankasalmi                          | 62° 23′ 24″ N, 26° 26′ 01″ E |       | ,      |
| Bibliothèque d'Haapamäki                  | Keuruu       | Haapamäen yhteiskoulu, Riihontie 15, 42800 Haapamäki         | 62° 14′ 38″ N, 24° 26′ 28″ E |       | [ 9 ]  |
| Bibliothèque d'Halssila                   | Jyväskylä    | Lokintie 9, 40400 Jyväskylä                                  | 62° 14′ 33″ N, 25° 47′ 43″ E |       | ,      |
| Bibliothèque d'Huhtasuo                   | Jyväskylä    | Nevakatu 1, 40340 Huhtasuo                                   | 62° 16′ 15″ N, 25° 48′ 04″ E |       | ,      |
| Bibliothèque de Joutsa (fi)               | Joutsa       | Länsitie 6, 19650 Joutsa                                     | 61° 44′ 31″ N, 26° 06′ 45″ E |       | ,      |
| Bibliothèque municipale de Jyväskylä      | Jyväskylä    | Vapaudenkatu 39-41, 40100 Jyväskylä                          | 62° 14′ 19″ N, 25° 44′ 33″ E |       | [ 16 ] |
| Bibliothèque de Jämsä (fi)                | Jämsä        | Kenraalintie 12, 42300 Jämsänkoski                           | 61° 55′ 09″ N, 25° 10′ 28″ E |       | ,      |
| Bibliothèque de Kannonkoski (fi)          | Kannonkoski  | Opintie 2 C, 43300 Kannonkoski                               | 62° 58′ 41″ N, 25° 16′ 17″ E |       | ,      |
| Bibliothèque de Kartsula (fi)             | Karstula     | Koulutie 15, 43500 Karstula                                  | 62° 52′ 47″ N, 24° 48′ 41″ E |       | ,      |
| Bibliothèque de Keljonkangas              | Jyväskylä    | (uusi osoite alkusyksystä 2021-) Sohlberginkatu 3, Jyväskylä | 62° 11′ 24″ N, 25° 42′ 28″ E |       | ,      |
| Bibliothèque de Keltinmäki                | Jyväskylä    | Keltinmäentie 15 C, 40640 Jyväskylä                          | 62° 13′ 47″ N, 25° 40′ 50″ E |       | ,      |
| Bibliothèque mobile TurboUrpo             | Keuruu       | Pitäjäntuvantie 5, 42700 Keuruu                              |                              |       | [ 27 ] |
| Bibliothèque de Keuruu                    | Keuruu       | Pitäjäntuvantie 5, 42700 Keuruu                              | 62° 15′ 25″ N, 24° 42′ 39″ E |       | ,      |
| Bibliothèque de Kinnula (fi)              | Kinnula      | Keskustie 27, 43900 Kinnula                                  | 63° 21′ 47″ N, 24° 58′ 11″ E |       | ,      |
| Bibliothèque mobile Aino                  | Jyväskylä    | Vapaudenkatu 39-41, 40100 Jyväskylä                          |                              |       | ,      |
| Bibliothèque mobile Martti                | Jyväskylä    | Sievisenmäentie, 40420 Jyväskylä                             |                              |       | ,      |
| Bibliothèque mobile Severus, Jämsä        | Jämsä        | Kenraalintie 12, 42300 Jämsänkoski                           |                              |       | ,      |
| Bibliothèque mobile Wivi                  | Jyväskylä    | Vapaudenkatu 39-41, 40100 Jyväskylä                          |                              |       | ,      |
| Bibliothèque mobile, Saarijärvi           | Saarijärvi   | Sivulantie 12, 43100 Saarijärvi                              |                              |       | [ 39 ] |
| Bibliothèque de Kivijärvi (fi)            | Kivijärvi    | Keskustie 32 B, 43800 Kivijärvi                              | 63° 07′ 13″ N, 25° 04′ 46″ E |       | ,      |
| Bibliothèque de Konginkangas (fi)         | Äänekoski    | Kauppatie 2, 44400 Konginkangas                              | 62° 46′ 48″ N, 25° 48′ 22″ E |       | ,      |
| Bibliothèque de Konnevesi (fi)            | Konnevesi    | Sirkantie 4, 44300 Konnevesi                                 | 62° 37′ 40″ N, 26° 16′ 45″ E |       | ,      |
| Bibliothèque de Korpilahti (fi)           | Jyväskylä    | Virastokuja 2, 41800 Korpilahti                              | 62° 01′ 01″ N, 25° 33′ 45″ E |       | ,      |
| Bibliothèque de Kortepohja (fi)           | Jyväskylä    | Isännäntie 3, 40740 Jyväskylä                                | 62° 15′ 01″ N, 25° 42′ 14″ E |       | ,      |
| Kuhmoisten pääkirjasto                    | Kuhmoinen    | Toritie 42, 17800 Kuhmoinen                                  | 61° 33′ 50″ N, 25° 10′ 54″ E |       | ,      |
| Kuokkalan kirjasto                        | Jyväskylä    | Liitukuja 4, 40520 Jyväskylä                                 | 62° 13′ 29″ N, 25° 46′ 34″ E |       | ,      |
| Kuoreveden kirjasto                       | Jämsä        | Lentoasemantie 1, 35600 Halli                                | 61° 51′ 37″ N, 24° 49′ 25″ E |       | ,      |
| Kyyjärven kirjasto                        | Kyyjärvi     | Tuliharjuntie 43, 43700 Kyyjärvi                             | 63° 03′ 07″ N, 24° 33′ 48″ E |       | ,      |
| Bibliothèque mobile de Laukaa             | Laukaa       | Vuojärventie 2, 41340 Laukaa                                 |                              |       | ,      |
| Laukaan pääkirjasto                       | Laukaa       | Vuojärventie 2, 41340 Laukaa                                 | 62° 24′ 55″ N, 25° 56′ 53″ E |       | ,      |
| Leivonmäen kirjasto                       | Joutsa       | Kurkiauran koulu, Leivonmäentie 6, 41770 Leivonmäki          | 61° 55′ 03″ N, 26° 07′ 24″ E |       | ,      |
| Leppäveden kirjasto                       | Laukaa       | Tiituspohjantie 39, 41310 Leppävesi                          | 62° 19′ 46″ N, 25° 50′ 16″ E |       | ,      |
| Lievestuoreen kirjasto                    | Laukaa       | Laurinkylän koulu, Laurinkyläntie 5, 41400 Lievestuore       | 62° 15′ 34″ N, 26° 12′ 13″ E |       | ,      |
| Lohikosken kirjasto                       | Jyväskylä    | Lohikosken koulu, Haavikkotie 4, 40250 Jyväskylä             | 62° 15′ 56″ N, 25° 45′ 42″ E |       | ,      |
| Luhangan pääkirjasto                      | Luhanka      | Kylätalo, Kotipellontie 1, 19950 Luhanka                     | 61° 47′ 42″ N, 25° 41′ 53″ E |       | ,      |
| Länkipohjan kirjasto                      | Jämsä        | Kirjastotie 4, 35400 Längelmäki                              | 61° 43′ 48″ N, 24° 47′ 22″ E |       | ,      |
| Multian kirjasto                          | Multia       | Pihlajatie 1, 42600 Multia                                   | 62° 24′ 14″ N, 24° 47′ 38″ E |       | ,      |
| Muuramen kirjasto                         | Muurame      | Virastotie 8, 40950 Muurame                                  | 62° 07′ 44″ N, 25° 40′ 29″ E |       | ,      |
| Niemisjärven kirjasto                     | Hankasalmi   | Niemisjärven koulu, Koulunmäentie 6, 41490 Niemisjärvi       | 62° 17′ 13″ N, 26° 20′ 17″ E |       | ,      |
| Palokan kirjasto                          | Jyväskylä    | Koivutie 5, 40270 Palokka                                    | 62° 17′ 18″ N, 25° 44′ 18″ E |       | ,      |
| Petäjäveden kirjasto                      | Petäjävesi   | Kulttuurikeskus, Miilutie 4, 41900 Petäjävesi                | 62° 15′ 28″ N, 25° 10′ 50″ E |       | ,      |
| Pihlajakosken kirjasto                    | Kuhmoinen    | Pihlajakoskentie 388, 17850 Pihlajakoski                     | 61° 40′ 56″ N, 25° 21′ 13″ E |       | ,      |
| Pihtiputaan kirjasto                      | Pihtipudas   | Keskustie 9, 44800 Pihtipudas                                | 63° 22′ 09″ N, 25° 34′ 30″ E |       | ,      |
| Pohjoislahden kirjasto                    | Keuruu       | Pohjoislahden ala-aste, Koskenpääntie 3, 42700 Keuruu        | 62° 11′ 35″ N, 24° 47′ 22″ E |       | [ 81 ] |
| Päijälän kirjasto                         | Kuhmoinen    | Päijäläntie 12, 17930 Päijälä                                | 61° 35′ 58″ N, 24° 51′ 57″ E |       | ,      |
| Saarijärven kirjasto                      | Saarijärvi   | Sivulantie 12, 43100 Saarijärvi                              | 62° 42′ 23″ N, 25° 15′ 15″ E |       | ,      |
| Sumiaisten kirjasto                       | Äänekoski    | Koulutie 6, 44280 Sumiainen                                  | 62° 39′ 27″ N, 26° 02′ 41″ E |       | ,      |
| Suolahden kirjasto                        | Äänekoski    | Asemakatu 18, 44200 Suolahti                                 | 62° 33′ 53″ N, 25° 51′ 07″ E |       | ,      |
| Säynätsalon kirjasto                      | Jyväskylä    | Parviaisentie 9, 40900 Säynätsalo                            | 62° 08′ 24″ N, 25° 46′ 09″ E |       | ,      |
| Tammijärven kirjasto                      | Luhanka      | Tammijärventie 316, 19910 Tammijärvi                         | 61° 50′ 03″ N, 25° 50′ 00″ E |       | ,      |
| Tikkakosken kirjasto                      | Jyväskylä    | Kirkkokatu 3, 41160 Tikkakoski                               | 62° 23′ 23″ N, 25° 38′ 52″ E |       | ,      |
| Toivakan kirjasto                         | Toivakka     | Iltaruskontie 4A, 41660 Toivakka                             | 62° 05′ 54″ N, 26° 05′ 08″ E |       | [ 93 ] |
| Uuraisten kirjasto                        | Uurainen     | Topintie 2, 41230 Uurainen                                   | 62° 30′ 10″ N, 25° 25′ 56″ E |       | [ 94 ] |
| Vaajakosken kirjasto                      | Jyväskylä    | Urheilutie 36 B, 40800 Vaajakoski                            | 62° 14′ 57″ N, 25° 52′ 09″ E |       | [ 95 ] |
| Vesangan kirjasto                         | Jyväskylä    | Rientolantie 40, 41940 Vesanka                               | 62° 16′ 11″ N, 25° 34′ 20″ E |       | ,      |
| Viitasaaren kirjasto                      | Viitasaari   | Koulukuja 6, 44500 Viitasaari                                | 63° 05′ 05″ N, 25° 50′ 56″ E |       | ,      |
| Bibliothèque mobile de Wiitaunioni        | Viitasaari   | Koulukuja 6, 44500 Viitasaari                                |                              |       | ,      |
| Äänekosken pääkirjasto                    | Äänekoski    | Wessmanninkatu 2, 44100 Äänekoski                            | 62° 36′ 10″ N, 25° 43′ 47″ E |       | ,      |